# (100519) Bombig
(100519) Bombig est un astéroïde de la ceinture principale.

## Description
(100519) Bombig est un astéroïde de la ceinture principale. Il fut découvert le 28 janvier 1997 à Farra d'Isonzo par l'observatoire astronomique de Farra d'Isonzo. Il présente une orbite caractérisée par un demi-grand axe de 2,59 UA, une excentricité de 0,24 et une inclinaison de 5,0° par rapport à l'écliptique. Il porte le nom de la chanteuse et poétesse italienne Anna Bombig.

## Compléments